# Boughton (Cheshire)
Boughton – wieś w Anglii, w hrabstwie ceremonialnym Cheshire, w dystrykcie (unitary authority) Cheshire West and Chester. Leży 1 km na południowy wschód od miasta Chester i 265 km na północny zachód od Londynu.